# Ring Maastricht
De Ring Maastricht was een ringweg rondom de stad Maastricht, die van 1984 tot 2018 als zodanig functioneerde. De weg bestond voornamelijk uit stadswegen, maar kende op de rechter Maasoever ook enkele stukken autoweg. Op de linker Maasoever viel de ring samen met de singels, die met een iets wijdere boog het tracé van de vanaf 1867 gesloopte tweede middeleeuwse stadsmuur volgden. Na 2018 is de verkeersfunctie van de Ring Maastricht gedeeltelijk overgenomen door de Randweg-Noord en Randweg-Zuid.

## Totstandkoming
In Maastricht bestond al sinds de jaren 1950 de wens om een ringweg aan te leggen, die op de bestaande, 19e-eeuwse singelstructuur rondom het  stadscentrum op de westelijke Maasoever zou aansluiten en ook het op de oostelijke oever gelegen Wyck zou omvatten. Om de ringweg te completeren werd de bouw van twee nieuwe Maasbruggen noodzakelijk geacht, een noordelijke en een zuidelijke. Deze zouden, samen met de brugaanlandingen en de in 1959 opengestelde stadsautoweg N2, de ring rond het stadscentrum sluiten. De 'Zuiderbrug', later de John F. Kennedybrug, kwam in 1968 gereed; voor een noordelijke brug was toen nog geen geld. De financiering werd pas mogelijk nadat eind jaren 1970 gelden beschikbaar kwamen in het kader van de zogenaamde Perspectievennota Zuid-Limburg, een overheidsregeling ter compensatie van de mijnsluitingen in Zuid-Limburg. Op 15 november 1984 werd de Noorderbrug officieel geopend voor het verkeer, waarmee de Ring Maastricht een feit was.

## Latere ontwikkelingen
Op de N2, het stadstracé van de A2, was de doorstroming in vooral de spitsuren beperkt, wat zorgde voor files. Om dit te verminderen werd de autoweg begin 21e eeuw vervangen door de Koning Willem-Alexandertunnel, een dubbeldekstunnel waarbij lokaal verkeer op het bovenste niveau rijdt en doorgaand verkeer op het onderste niveau. De tunnel verbeterde de doorstroming en luchtkwaliteit op de A2 en hief tevens de barrièrewerking van de autoweg op. In principe bleef de Ring Maastricht na de openstelling van de tunnel eind 2016 nog bestaan.
In 2018 echter kwamen door de verlegging van de westelijke afrit van de Noorderbrug de Frontensingel en Statensingel buiten de hoofdwegenstructuur te liggen, waarmee het noordwestelijk deel van de Ring Maastricht zijn verkeersfunctie grotendeels verloor. Vooruitlopend op deze verlegging, werd de aanduiding Ring gewijzigd in Randweg-Noord (Noorderbrug plus aansluitende wegen) en Randweg-Zuid (J.F. Kennedybrug plus aansluitende wegen).
Almelo · Almere · Alkmaar · Alphen aan den Rijn · Apeldoorn · Assen · Barendrecht · Bergen op Zoom · Den Haag · Dordrecht · Eindhoven · Enschede · Groningen · 's-Hertogenbosch · Hilversum · Hoofddorp · Houten · Leeuwarden · Oud-Beijerland · Parkstad Limburg · Sneek · Tilburg · Utrecht · Weert · Zoetermeer · Zwolle

Ringwegen geheel uitgevoerd als autosnelweg: Amsterdam · Rotterdam

Opgeheven: Maastricht